# Balanță (zodie)
Balanța (♎) este un semn astrologic, care este asociat cu constelația Balanței. Soarele este în constelația Balanță din 23 septembrie până în 22 octombrie, iar după astrologia siderală din 16 septembrie până în 15 octombrie.